# Раккестад
Раккестад (норв. Rakkestad) — коммуна в губернии Эстфолл в Норвегии. Административный центр коммуны — город Раккестад. Официальный язык коммуны — букмол. Население коммуны на 2007 год составляло 7515 чел. Площадь коммуны Раккестад — 434,71 км², код-идентификатор — 0128.

## История населения коммуны
Население коммуны за последние 60 лет.

Статистика коммуны Раккестад